# پلیکان (فیلم)
«پلیکان» (فرانسوی: Le Pélican‎) یک فیلم فرانسوی است که در سال ۱۹۷۳ منتشر شد.